# Ampelosicyos
Ampelosicyos là một chi thực vật có hoa trong họ Cucurbitaceae.

## Loài
Chi Ampelosicyos gồm các loài: